# 岩泉 (小惑星)
岩泉（いわいずみ、4712 Iwaizumi) は小惑星帯の小惑星である。北海道の北見観測所で、円舘金と渡辺和郎が発見した。
発見者の円舘金の生まれた、岩手県岩泉町から命名された。